# Programma Constellation

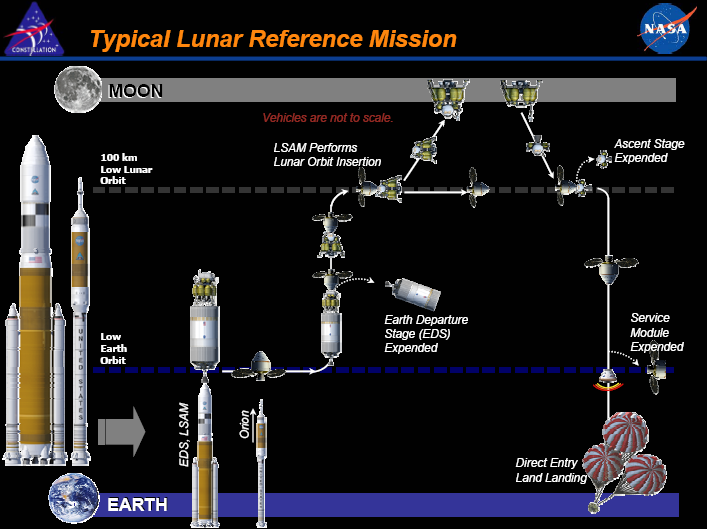
Schema della missione

Il programma Constellation (in inglese Constellation Program, abbreviato CxP) era un programma, attualmente cancellato, di volo spaziale con equipaggio, sviluppato dalla NASA, dal 2005 al 2009. Gli obiettivi principali del programma erano il "completamento della Stazione spaziale internazionale" e il "ritorno sulla Luna non oltre il 2020" con lo scopo ultimo di un volo con equipaggio verso il pianeta Marte. Il logo del programma rifletteva le tre fasi del programma: la Terra (ISS), la Luna, e infine Marte—l'obiettivo di Marte trovò espressione anche nel nome dato al booster: Ares (l'equivalente greco del dio romano Marte). Dal punto di vista tecnologico il programma aveva lo scopo di riavere astronauti oltre l'orbita terrestre bassa e lo sviluppo di tecnologie necessarie a permettere presenza umana prolungata su altri corpi planetari.
Constellation cominciò in risposta agli obiettivi esposti nel Vision for Space Exploration sotto l'amministratore della NASA Sean O'Keefe e il Presidente George W. Bush. Il successore di O'Keefe, Michael D. Griffin, ordinò uno studio completo, intitolato Exploration Systems Architecture Study, che riformò come la NASA avrebbe perseguito gli obiettivi posti nel Vision for Space Exploration, e il verdetto fu formalizzato dal NASA Authorization Act del 2005. L'Act portò la NASA verso lo "sviluppare una presenza umana prolungata sulla Luna, compreso un solido programma per promuovere l'esplorazione, la scienza, il commercio, e la superiorità degli Stati Uniti nello spazio, e come trampolino di lancio per la futura esplorazione di Marte e di altre destinazioni." Il lavoro cominciò su questo programma Constellation riveduto e corretto, per mandare gli astronauti prima alla Stazione spaziale internazionale, poi sulla Luna, e poi su Marte e oltre.
Come conseguenza delle conclusioni dell'Augustine Committee nel 2009 secondo cui il programma Constellation non sarebbe potuto essere eseguito senza sostanziali aumenti dei finanziamenti, il 1º febbraio 2010, il Presidente Barack Obama annunciò la proposta di cancellare il programma, effettiva con l'approvazione del budget degli Stati Uniti per l'anno fiscale 2011. Il 15 aprile 2010 annunciò cambiamenti alla proposta in un importante discorso sulla politica spaziale al Kennedy Space Center. L'11 ottobre Obama firmò il NASA Authorization Act del 2010, che accantonò il programma, con i contratti del Constellation rimasti in attesa fino a che il Congresso avrebbe agito per revocare il precedente mandato. Nel 2011, la NASA annunciò che aveva approvato il progetto del nuovo Space Launch System.
La nuova generazione di veicoli spaziali con equipaggio, prevista dal programma Constellation, era costituita dai vettori Ares I e Ares V, dalla capsula Orion, l'Earth Departure Stage e dal modulo lunare Altair. Questi veicoli sono stati progettati per compiere diverse missioni spaziali, dal rifornimento della Stazione spaziale internazionale all'atterraggio sulla Luna.

## Orion Crew Exploration Vehicle

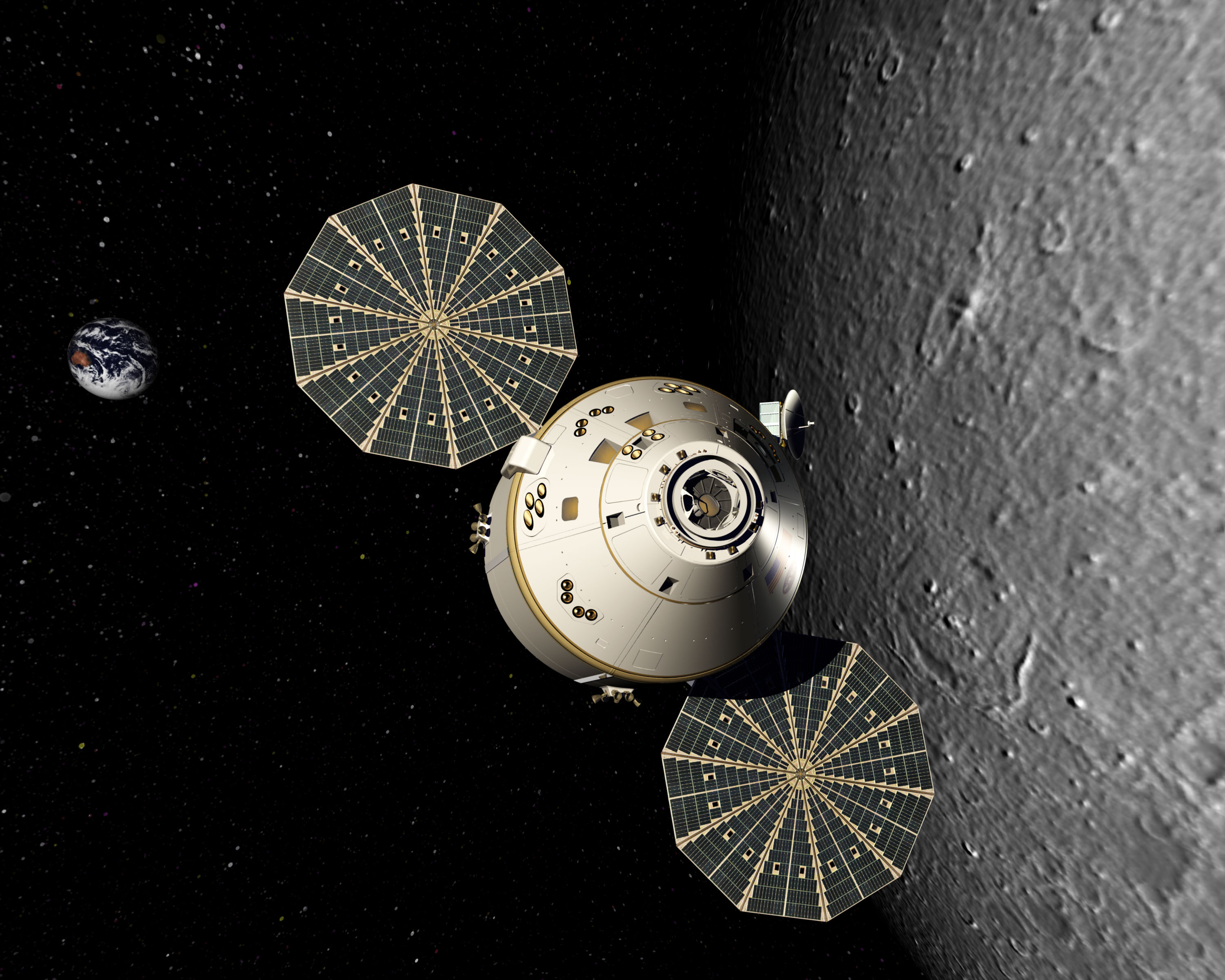
Orion in orbita lunare

La capsula Orion Crew Exploration Vehicle era costituita da due componenti principali: un modulo dell'equipaggio (Crew Module), simile al modulo di comando Apollo, in grado di ospitare da quattro a sei astronauti, e un modulo di servizio (Service Module), di forma cilindrica, che contiene i sistemi primari di propulsione e i rifornimenti. Il modulo dell'equipaggio era riutilizzabile fino a 10 volte, permettendo la costituzione di una flotta.
Erano previste anche varianti adatte a missioni specifiche: Orion Block I da impiegare per la rotazione dell'equipaggio sulla Stazione spaziale internazionale e il suo rifornimento, oltre a varie missioni in orbita terrestre, mentre Orion Block II e Block III erano progettate per l'esplorazione spaziale oltre l'orbita terrestre bassa. Le navette Orion sono attualmente in fase di sviluppo in previsione delle future missioni Artemis, che riporteranno l'uomo sulla Luna entro il 2024.

## Veicoli di lancio

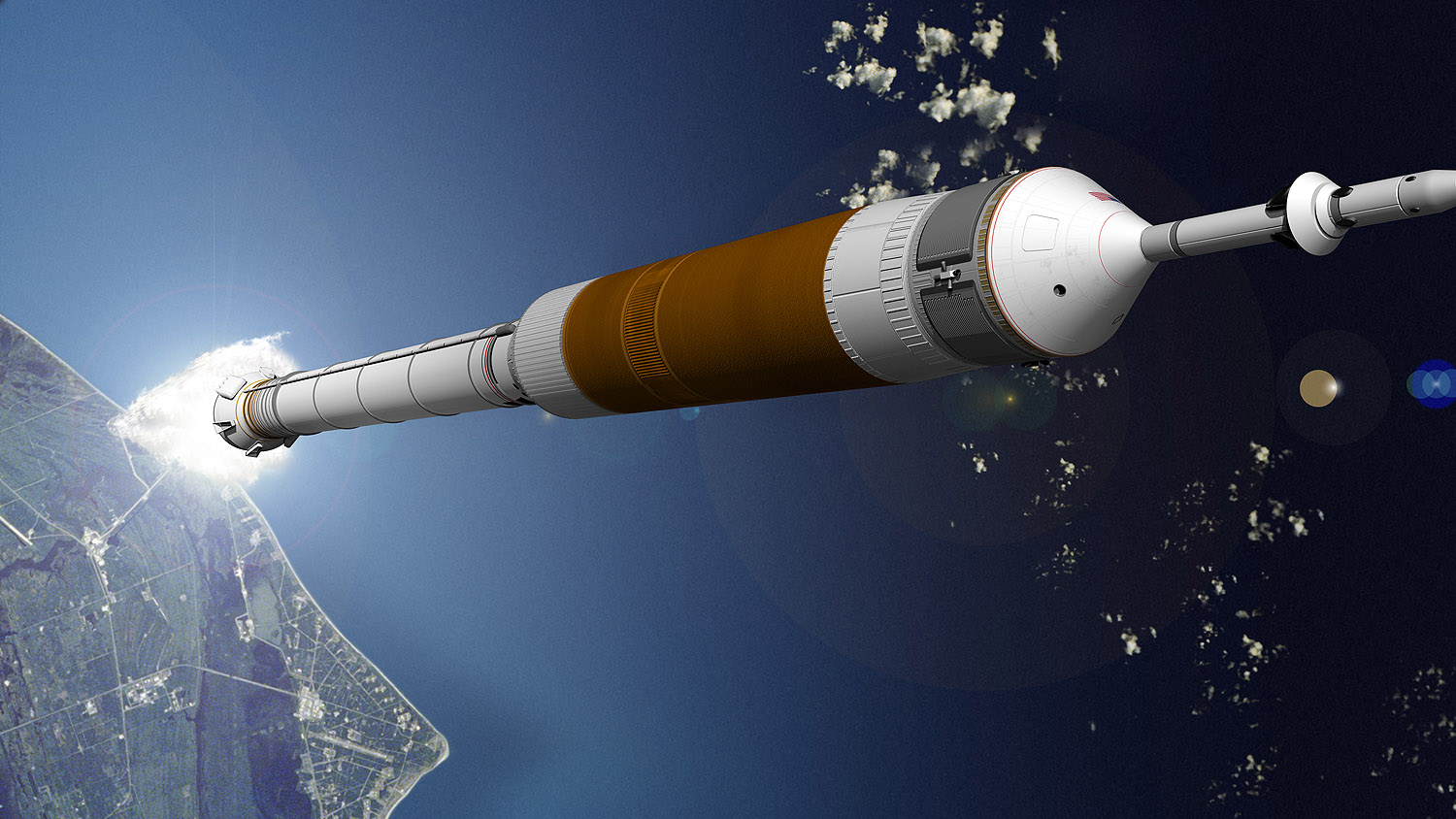
Raffigurazione artistica del veicolo di lancio Ares I mentre lascia l'atmosfera terrestre

Orion sarebbe stato lanciato in orbita bassa attraverso il razzo Ares I, noto anche come Crew Launch Vehicle (CLV). Esso era costituito da un singolo razzo a combustibile solido (Solid Rocket Booster - SRB) derivato da quelli utilizzati per lo Space Shuttle, connesso all'estremità superiore ad un secondo stadio a combustibile liquido spinto da un motore J-2X. Per il lancio del Lunar Surface Access Module, più pesante, era stato proposto l'utilizzo del più potente Ares V.
Nel Gennaio 2007, NASA annunciò l'intenzione di considerare l'Ares IV, un altro progetto di vettore che avrebbe potuto sostituire i razzi Ares I e Ares V ed essere impiegato per tutti i lanci.

### Ares I

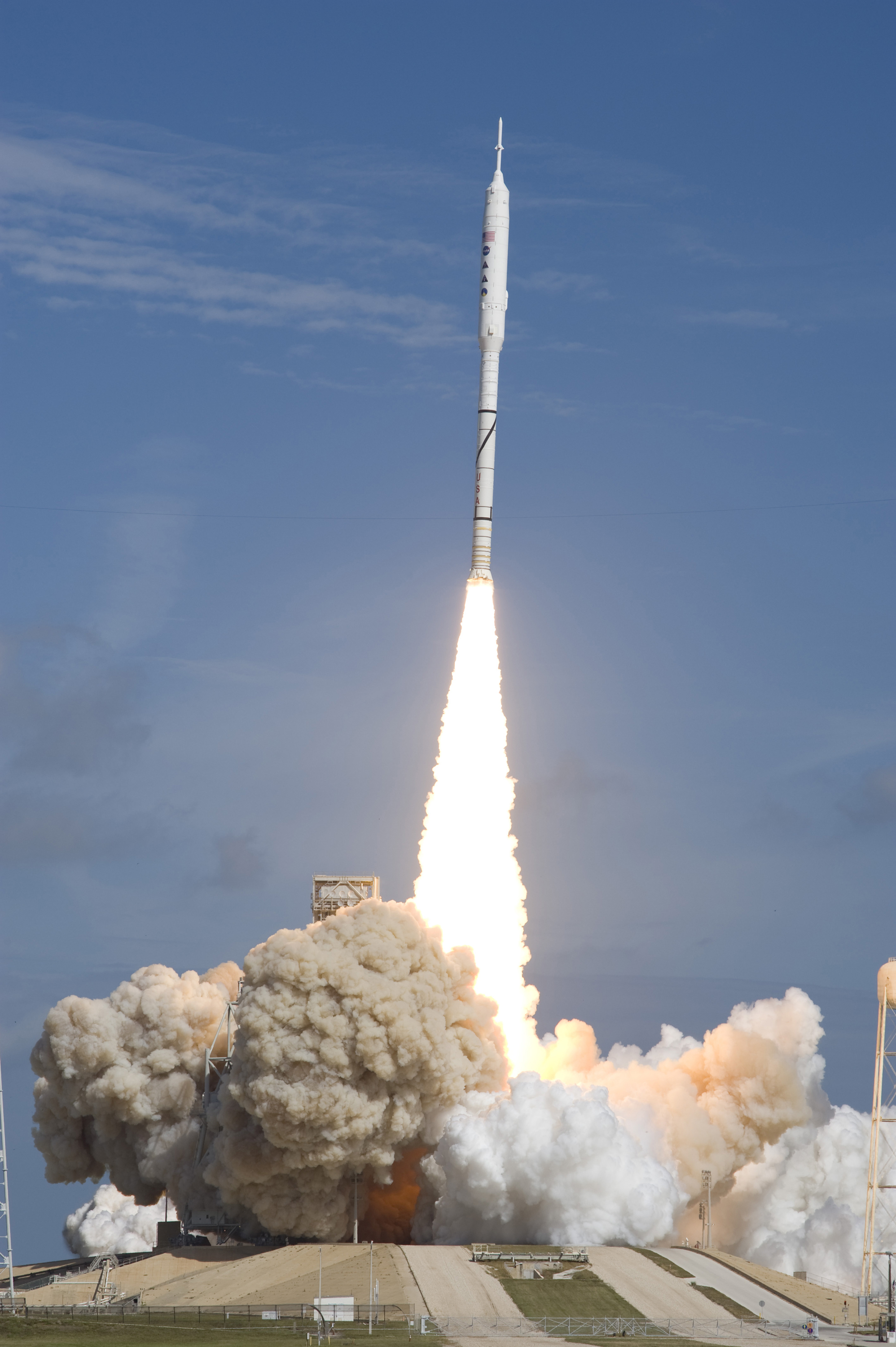
Lancio del prototipo Ares I, chiamato Ares I-X
il 28 ottobre 2009

La navetta Orion sarebbe stata lanciata e posta nell'orbita terrestre bassa dal vettore Ares I, sviluppato da Alliant Techsystems, Rocketdyne e Boeing..
Precedentemente noto come Crew Launch Vehicle (CLV), il vettore Ares I era costituito da un primo stadio a combustibile solido, derivato dai solid rocket boosters impiegati nello Space Shuttle, connesso con lo stadio superiore da un componente chiamato Interstage Support Assembly e da un secondo stadio a combustibile liquido che impiegava il motore J-2X. Il progetto di questo vettore era stato selezionato dalla NASA per le caratteristiche 
Il vettore rappresentava un ritorno alla filosofia di sviluppo utilizzata nel Saturn I, che consisteva nel testare uno stadio alla volta, che l'allora amministratore della NASA George Mueller abbandonò durante lo sviluppo di Saturn V preferendo i test integrali di tutto il vettore.
Prima di essere cancellato, vennero condotti il lancio di test del primo stadio Ares I-X, effettuato il 28 ottobre 2009, e del Launch Escape System della navetta Orion.

### Ares V
Il vettore Ares V avrebbe avuto una capacità massima di trasporto in orbita terrestre bassa pari a 188000 kg. In comparazione la capacità dello Space Shuttle era di 24400 kg e del Saturn V di 118000 kg. La capacità di trasporto sulla Luna sarebbe stata di 71000 kg, mentre il Saturn V poteva trasportare 45000 kg.
Dopo il lancio, Ares V avrebbe posto in orbita bassa terrestre il componente Earth Departure Stage e il modulo Altair in attesa dell'arrivo della navetta Orion. 
Ares V avrebbe dovuto comprendere sei motori RS-68, assieme a una coppia di razzi a combustibile solido, mentre originariamente erano previsti cinque motori RS-25, impiegati nello Space Shuttle. I motori RS-68 erano più potenti, meno complessi e meno costosi degli RS-25, tuttavia era incerto se il sistema di raffreddamento ablativo degli RS-68 fosse in grado di sostenere il calore generato dai razzi a combustibile solido.

## Altair

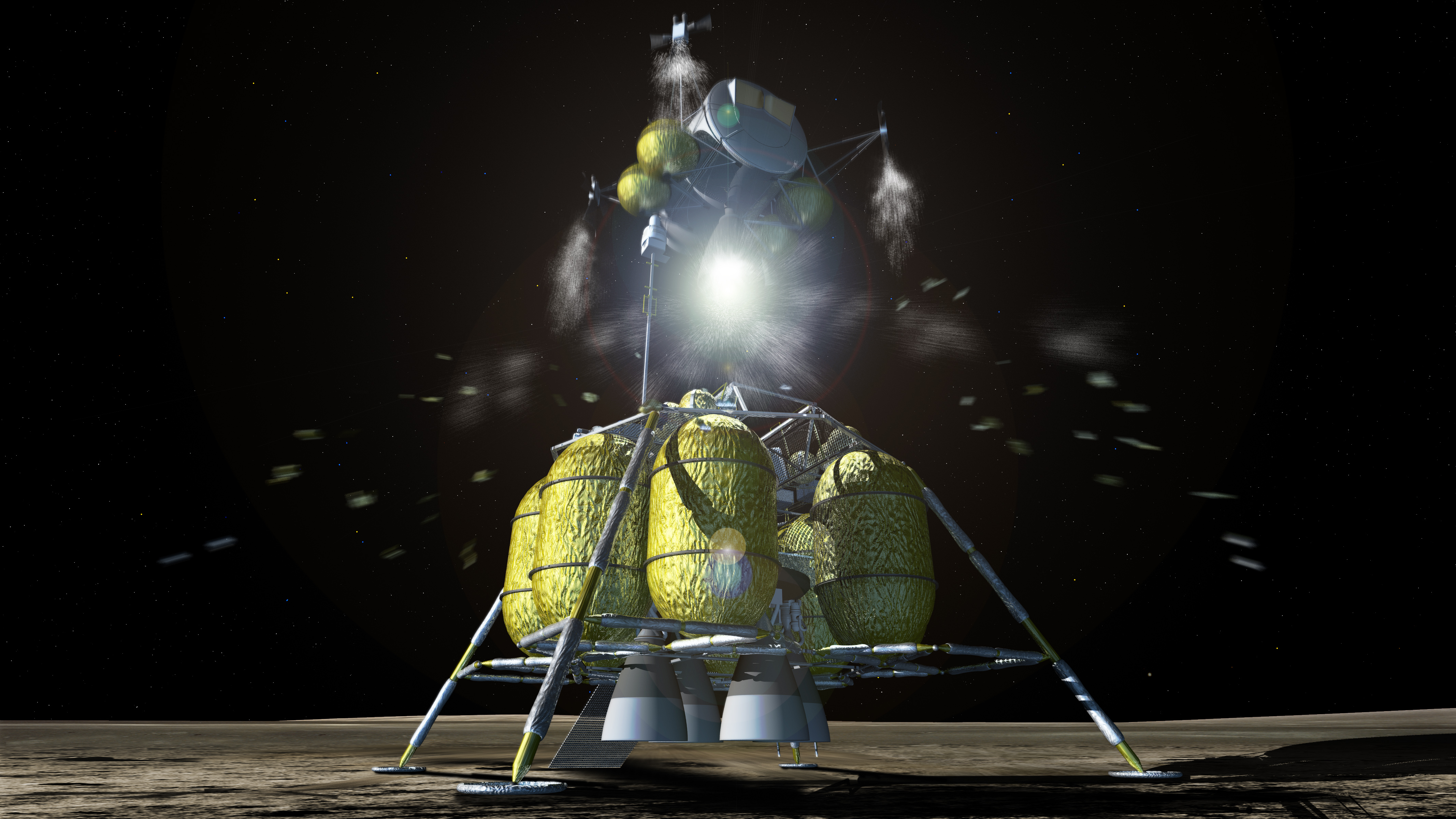
Altair

Il modulo di accesso alla superficie lunare (Lunar Surface Access Module - LSAM), chiamato Altair, era il veicolo principale per gli astronauti destinati alla Luna. Come il modulo lunare del programma Apollo, era costituito da due componenti: uno stadio di salita, che ospitava un equipaggio di quattro persone, e uno stadio di discesa, con la struttura per l'atterraggio, l'equipaggiamento scientifico, l'ossigeno e l'acqua. A differenza dell'Apollo, esso era progettato per atterrare nelle regioni polari della Luna, preferite per la costruzione di una eventuale base lunare.
Non era riutilizzabile.

## Earth Departure Stage

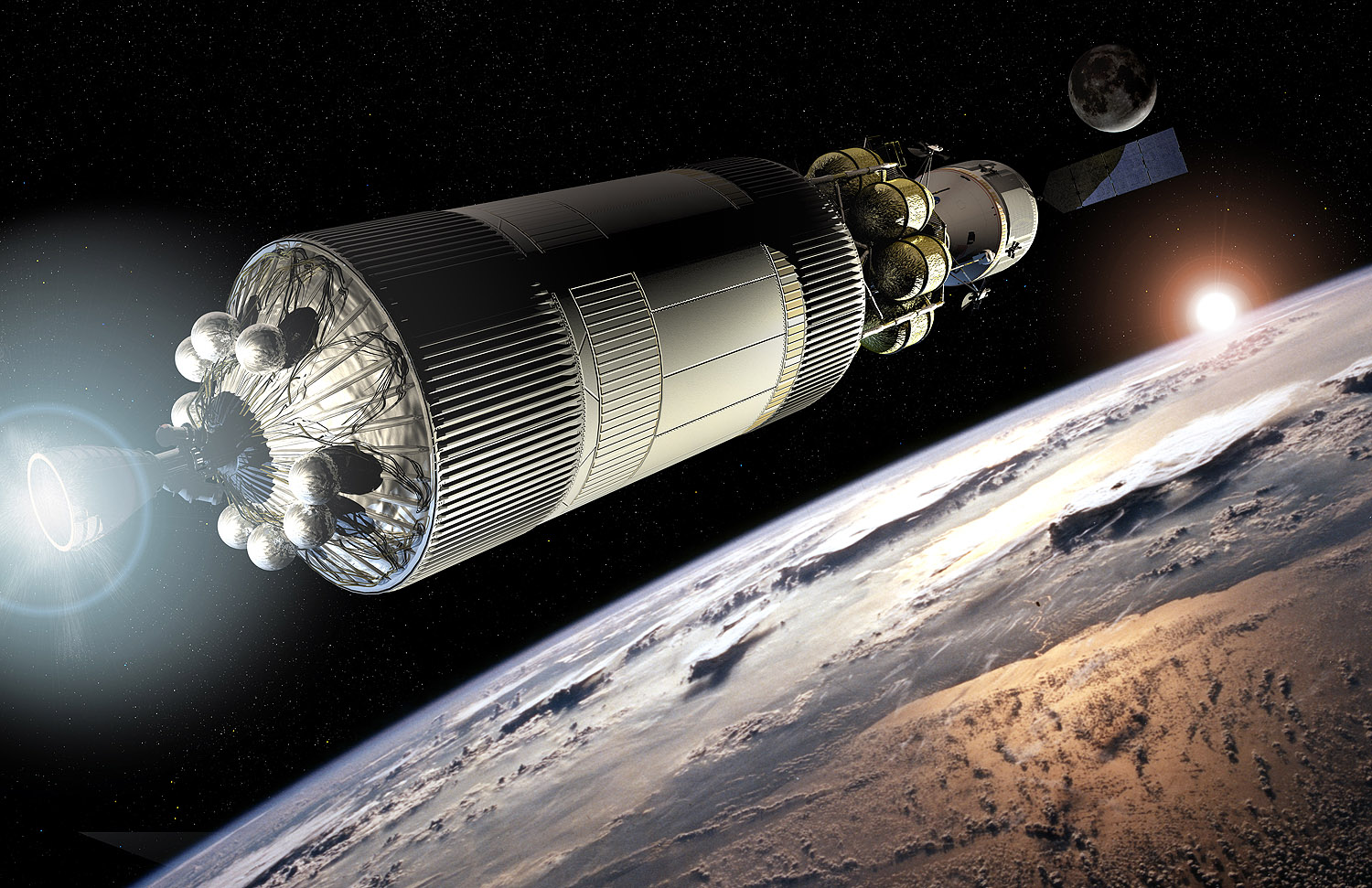
Earth Departure Stage

Lo stadio di partenza dalla terra (Earth Departure Stage - EDS) era il sistema di propulsione principale che avrebbe inviato l'intero blocco costituito da Orion e dal modulo lunare dall'orbita bassa terrestre in orbita lunare. Sarebbe stato lanciato da un razzo Ares V, per poi eseguire un rendez-vous orbitale con l'Orion. Questa tecnica, nota come Rendezvous orbitale terrestre, era stata già considerata dalla NASA nelle prime fasi di progettazione del programma Apollo, ma venne scartata a favore del Rendezvous orbitale lunare, più rapido.

## Missioni
Come per il programma Apollo, il progetto Constellation comprendeva missioni prevalentemente dedicate alla manutenzione della ISS, dell'arrivo in orbita e atterraggio lunare. Non erano previste missioni verso Marte prima del 2030.

### Orbita bassa terrestre e stazione spaziale
Orion e Ares I erano assemblati in una nuova piattaforma mobile di lancio più leggera nel Vehicle Assembly Building al Kennedy Space Center in Florida. Dopo l'assemblaggio, il complesso veniva trasportato nel LC-39 dove il secondo stadio veniva rifornito di carburante.
Quando l'equipaggio era in sicurezza all'interno della navetta e tutti i sistemi erano pronti per il lancio, veniva acceso il primo stadio a propellente solido dell'Ares I e contemporaneamente venivano ritirati i bracci di accesso. In seguito, il razzo si orientava verso una determinata direzione per raggiungere l'orbita corretta.
A due minuti di volo veniva espulso il primo stadio, esaurito, che cadeva nell'oceano Atlantico per il recupero e il riutilizzo (come per Solid Rocket Boosters dello Shuttle). Veniva acceso il motore J-2X a combustibile liquido del secondo stadio. In questo istante veniva espulso anche il sistema di fuga (Launch Escape System) e la copertura protettiva posizionata sopra la navetta in modo da scoprire l'anello di attracco e le finestre dell'equipaggio (a questo punto la navetta avrebbe superato gli strati più densi dell'atmosfera, quindi i rischi dovuti ad eventuali danni al sistema di protezione termico sarebbero stati minimi). Il motore del secondo stadio rimaneva acceso per 4 minuti, spegnendosi a 6 minuti e mezzo dal lancio e posizionando Orion in un'orbita ellittica. Una seconda accensione del secondo stadio dopo 45 minuti ne avrebbe modificato l'orbita rendendola quasi circolare. In seguito Orion si separava dal secondo stadio, il quale precipitava e bruciava al rientro nell'atmosfera terrestre. Dopo la separazione venivano dispiegati i pannelli solari, in modo da fornire l'elettricità necessaria per il supporto dei sistemi.
Il modulo dell'equipaggio era progettato per supportare un equipaggio di quattro persone per 14 giorni, ma le normali missioni sarebbero durate da 8 a 10 giorni.
Per i voli verso la stazione spaziale, dopo la separazione dall'Ares I e le modifiche finali all'orbita, Orion avrebbe volato per 2 giorni prima di agganciarsi ad essa, durante i quali avrebbe corretto la traiettoria per farla corrispondere con quella della ISS. Dopo aver raggiunto la stazione, Orion si sarebbe agganciato al portello primario (utilizzato precedentemente dallo Shuttle) o i portelli ausiliari originalmente progettati per l'uso della navetta X-38 (il cui sviluppo è stato abbandonato) e sarebbero state usate per le missioni di rifornimento senza equipaggio.
Al termine della missione, la navetta sarebbe stata ruotata con il motore principale rivolto verso la direzione del moto. Dopo aver effettuato l'accensione di rientro veniva sganciato il modulo di servizio che sarebbe bruciato al rientro. Invece l'ingresso nell'atmosfera dell'equipaggio sarebbe stato reso sicuro tramite gli scudi termici ablativi che assorbivano il calore e rallentavano la capsula da 28000 km/h fino a 480 km/h. Dopo il rientro venivano spiegati due piccoli paracadute stabilizzatori seguiti dai tre principali e airbag riempiti di azoto (N2), che permettevano l'atterraggio. La capsula dell'equipaggio veniva infine riportata al Kennedy Space Center, dove sarebbe stata riutilizzata per la missione successiva.

### Missioni lunari
A differenza del programma Apollo, dove sia il modulo di servizio sia il modulo lunare erano lanciati assieme con il vettore Saturn V, la prima fase di una missione lunare sarebbe avvenuta con il lancio dell'Ares V, assemblato nel Vehicle Assembly Building e lanciato dalla piattaforma LC-39A o LC-39B. Dopo 2 minuti il vettore avrebbe espulso i due razzi a propellente solido e dopo 8 minuti e mezzo avrebbe spento il motore principale. In seguito si sarebbe sgancianciato il primo stadio, che sarebbe rientrato bruciandosi nell'atmosfera. L'Earth Departure Stage, spinto dal motore J-2X, avrebbe immesso il Lunar Surface Access Module in una orbita circolare stabile ad una altezza di circa 360 km.
In un periodo compreso tra le 2 e le 4 settimane successive al lancio dell'Ares V, sarebbe stata lanciata la capsula Orion attraverso il vettore Ares I. Una volta giunta in orbita bassa, si sarebbe agganciata al modulo lunare e lo stadio di partenza già presenti. Dopo aver configurato i sistemi per il volo lunare, l'EDS avrebbe acceso i motori per cinque minuti, accelerando il veicolo (costituito dalla capsula Orion, il modulo lunare e lo stadio di partenza) da 28000 km/h a 40200 km/h. Dopo l'accelerazione l'EDS sarebbe stato abbandonato e la navetta avrebbe continuato il suo viaggio verso la luna per 3 giorni.
In seguito la combinazione del modulo dell'equipaggio e quello lunare sarebbe stata orientata in modo da accendere i motori dell'Orion per rallentare il complesso e inserirsi in orbita lunare. Dopo aver configurato Orion per il volo senza equipaggio, gli astronauti si sarebbero trasferiti nel modulo lunare per poi sganciarlo dal modulo dell'equipaggio dopo il consenso del controllo missione a Terra. Orion sarebbe rimasto in un'orbita circolare ad una altezza di circa 95 – 110 km attendendo il ritorno del modulo lunare.
L'atterraggio sulla luna sarebbe avvenuto accendendo i quattro motori del modulo e giungendo in un luogo predeterminato. La missione sulla superficie avrebbe compreso da 5 a 7 EVA.
Al termine delle operazioni, l'equipaggio sarebbe rientrato nello stadio di salita del modulo lunare ed avrebbe effettuato il decollo usando lo stadio di discesa come una piattaforma di lancio. In orbita si sarebbe agganciato al modulo dell'equipaggio Orion e in seguito il modulo lunare si sarebbe schiantato sulla parte nascosta della Luna. Il viaggio di ritorno sarebbe stato eseguito tramite l'accensione del singolo motore dell'Orion. Una volta giunti in prossimità della Terra sarebbe stato sganciato il modulo di servizio, dopo aver orientato il modulo dell'equipaggio verso una traiettoria di rientro che lo avrebbe rallentato da 40200 km/h a 480 km/h e ne avrebbe permesso l'atterraggio.

### Missione di esplorazione degli Asteroidi
La Orion Asteroid Mission era una missione del Programma Constellation destinata all'esplorazione umana di un asteroide near-Earth. La missione avrebbe dovuto impiegare la navetta Orion e un modulo d'atterraggio derivato dal Altair, e avrebbe avuto l'obiettivo di valutare il valore potenziale di risorse come ferro, nichel, platino e acqua, effettuare il test di metodi per la loro estrazione, ed esaminare o sviluppare tecniche per la protezione della Terra dall'impatto di un asteroide.
Il modulo di atterraggio sarebbe stato portato in orbita bassa terrestre da un vettore Ares V, e successivamente sarebbe stata lanciata la navetta Orion tramite il vettore Ares I, con equipaggio di 2 o 3 astronauti. Una volta eseguito l'attracco della navetta Orion con il modulo di atterraggio e l'Earth Departure Stage, quest'ultimo utilizzato per spingere la navetta e il modulo di atterraggio verso l'asteroide.

### Missione su Marte
Lo scopo ultimo del programma Constellation era l'invio di un equipaggio umano su Marte, che sarebbe dovuto avvenire negli anni '30 del XXI secolo.
Nel 2009 venne completato uno studio per l'impiego dei componenti del programma, come la navetta Orion e il vettore Ares V, chiamato Mars Design Reference Mission. Nello studio era ipotizzato l'impiego di Ares V per portare in orbita bassa il componente Mars Ascend Vehicle (MAV) e l'equipaggiamento per generare in situ il propellente per il MAV. Successivamente, un secondo lancio avrebbe portato in orbita l’habitat utilizzato dagli astronauti durante la permanenza. Tutto questo equipaggiamento avrebbe iniziato il viaggio verso Marte, spinto da motori nucleari o in alternativa da razzi a combustibile liquido (idrogeno liquido e ossigeno liquido). Nella successiva finestra di lancio verso Marte (26 mesi dopo la prima), l'equipaggio avrebbe iniziato il viaggio all'interno della navetta per il viaggio interplanetario chiamata Mars transfer vehicle (MTV), tramite l'impiego di motori nucleari. Il viaggio sarebbe durato 174 giorni. 
Giunti in orbita marziana, l'equipaggio avrebbe lasciato la navetta interplanetaria in orbita e sarebbe sceso sulla superficie. La missione sarebbe durata 500 giorni, utilizzando l'habitat già presente sul luogo. Al termine, l'equipaggio avrebbe impiegato il MAV per tornare sulla navetta interplanetaria MTV, e iniziare il viaggio di ritorno, della durata di 201 giorni. Il rientro a Terra sarebbe avvenuto con la navetta Orion.

## Possibili alternative
Un gruppo interno alla NASA aveva sviluppato una possibile alternativa a Constellation, il cosiddetto Project DIRECT. Questo avrebbe consentito alla capsula Orion, già sviluppata per l'attuale programma, di essere accoppiata ad un altro razzo derivato direttamente dai serbatoi di carburante dello Shuttle uniti ai motori dello stesso: questa soluzione avrebbe permesso di raggiungere facilmente gli obiettivi di budget dettati dal nuovo presidente.
Successivamente il Project DIRECT venne cancellato a favore dello Space Launch System, l'ultimo veicolo di lancio pesante con equipaggio della NASA, il quale effettuò il suo primo volo nel 2021.